# Perkasie
Perkasie är en kommun (borough) i Bucks County i Pennsylvania. Vid 2010 års folkräkning hade Perkasie 8 511 invånare.